# 5943 Lovi
5943 Lovi (1984 EG) là một tiểu hành tinh vành đai chính được phát hiện ngày 1 tháng 3 năm 1984 bởi E. Bowell ở trạm Anderson Mesa thuộc Flagstaff. Nó được đặt theo tên của nhà thiên văn học Hoa Kỳ George Lovi (1939–1993). 